# Rasmus Lauritsen
Rasmus Lauritsen, född 27 februari 1996 i Brande, är en dansk fotbollsspelare som spelar för Brøndby IF i Superligaen.

## Karriär
Den 2 oktober 2020 värvades Lauritsen av kroatiska Dinamo Zagreb.
Under januarifönstret 2023 skrev Lauritsen på för danska storklubben Brøndby IF fram till sommaren 2027.